# Mastixis moralis
Mastixis moralis är en fjärilsart som beskrevs av William Schaus. Mastixis moralis ingår i släktet Mastixis och familjen nattflyn. Inga underarter finns listade i Catalogue of Life.